# Левашовка (Самарская область)
Левашовка — деревня Шигонского района Самарской области, сельского поселения Тайдаково

## География
Стоит деревня на реке Маза.

## История
Село Левашовка основано в начале XVIII века. Название села происходит от фамилии владельцев — помещиков Левашовых

## Население
| 2010 |
| ---- |
| 69   |